# 第一次蘇丹內戰
第一次蘇丹內戰發生於1955年至1972年。這場戰爭主要地點是蘇丹南部（南苏丹地区），是北蘇丹和南蘇丹之間的軍事衝突，大約有50萬名南蘇丹人民死亡，其中以平民居多，以及數萬人被迫離開家園。
第一次苏丹内战（也称为Anyanya叛乱或Ananya I，以叛乱者的名字命名，马迪语中的一个术语，意思是“蛇毒”）是1955年至1972年北部地区之间的冲突 苏丹和苏丹南部地区要求代表权和更多的区域自治。在将近17年的时间里，有50万人丧生，战争分为四个主要阶段：最初的游击战、安亚尼亚叛乱的产生、政府内部的政治纷争和南苏丹解放运动的建立。
虽然和平协议结束了1972年第一次苏丹内战的战斗，但未能完全消除紧张局势，仅解决了南苏丹提出的部分问题。 最初绥靖政策的破裂后来导致在1983年至2005年持续的第二次苏丹内战期间重新点燃南北冲突。

## 背景

### 殖民时代
直到1956年，英国政府与埃及政府合作（根据共管管理安排）将苏丹南部和苏丹北部作为国际主权下的独立区域进行管理。当时，在北方精英的政治压力下，这两个地区被合并为一个行政区域。此时的苏丹全境（包括今天的南苏丹）被称为英埃苏丹。
该法案是在没有与少数南方领导人协商的情况下采取的，他们担心被殖民政治结构中的北方精英的政治权力所吞没。此外，英国殖民政府在去殖民化过程中偏袒北方精英，在向独立过渡期间授予他们大部分政治权力。这一点令南方感到不安，他们担心在未来建立的新国家的权力架构中被边缘化。
1956年脱离殖民统治独立后，在后殖民重建时期，南苏丹的种族和国内紧张局势进一步升级。国家对政治不平等、经济发展和机构不足的担忧仍然不为国际社会所知，但却在苏丹国内肆虐。 此外，北方政府以民主发展的内部动荡为幌子，对南方少数民族实施歧视性暴力，从而取代了政府间发展组织（IGAD）的管辖权。

### 现代苏丹

#### 北方
在内战爆发之前，苏丹北部的精英们对导致内战爆发的原因有两种坚定不移的解释。主流观点将这种敌对行动归因于南方对英国殖民政府不满的残余或者种族冲突（北苏丹人属于白人人种，南苏丹人属于黑人人种），而其他人则认为这是南方叛乱分子挑战其执政政府的企图。因此传统的北方精英并不承认不满情绪和叛乱的上升是由于他们自己的统治造成的。 相反，统治阶级严格地将冲突的持续与南方基督教与现代性融合的合理化联系起来。

#### 南方
相反，南方民众认为内战的出现是不可避免的。 随着苏丹地区的解放，南方精英在政治领域和既定政府中无能为力。 由于他们在喀土穆政府中的影响力和支持微乎其微，南方的民意代表无法解决针对他们民众的不公正问题。 他们不仅作为少数民族受到严重的敌意，而且作为国家内的宗教少数群体而被边缘化和敌视。自英国殖民统治建立以来，南苏丹人被引入并融入了西方思想的原则。 尽管他们所在地区没有政治平等和工业化等显着进步，但他们通过将基督教和西方理想中的概念融合到自己的文化中来解释它们。 因此，除了他们在政治上的代表性有限之外，北方政府的胁迫和取得进步的文化限制是导致战争猛烈攻击的关键因素。
苏丹的南北差异是冲突的主要因素，北方人口大多数是阿拉伯人，属于白人，信仰为伊斯兰教，南方人口主要为黑人，信仰是基督教为主，多神教、灵异信仰等地方宗教为辅。苏丹北方人口将南方人口视为异教徒，有些激进伊斯兰主义者希望强迫南方改变信仰或者将南方异教徒驱逐，而南方的人口将北方视为入侵者和异族统治者，希望摆脱他们的控制获得独立自主。

1972年，作戰雙方在衣索比亞首都阿迪斯阿貝巴簽訂《阿迪斯阿貝巴協定》，衝突結束。南蘇丹成立自治區，但是協定並未消解雙方的緊張關係，最終又導致第二次蘇丹內戰。